# Johann Jakob Kaup
Johann Jakob Kaup (10 de abril de 1803-4 de julio de 1873) fue un naturalista alemán.

## Carrera
Nació en Darmstadt y estudió en Gotinga, en Heidelberg y durante dos años en Leiden, ciudad en la que comenzó a dedicarle su atención a los anfibios y los peces. Luego regresó a su ciudad natal para trabajar como asistente en un museo, donde, en 1840, sería el inspector. En 1829 publicó Skizze zur Entwickelungsgeschichte der europäischen Thierwelt, en el cual describió al mundo animal como una entidad desarrollada en escala de menor a mayor, desde los anfibios, pasando por las aves hasta las aves de rapiña; pero posteriormente repudió su propia obra, considerándola una indiscreción propia de su juventud. También se mostró en desacuerdo con las ideas expresadas por Charles Darwin en su obra cumbre, El origen de las especies.
Los grandes depósitos de fósiles que se encontraban en los alrededores de Darmstadt le dieron la oportunidad para realizar estudios paleontológicos, y obtuvo una considerable reputación a través de la publicación de su Beiträge zur näheren Kenntniss der urweltlichen Säugethiere (1855-1862). También escribió Classification der Säugethiere und Vögel (1844), y, junto a Heinrich Georg Bronn, Die Gavial-artigen Reste aus dem Lias (1842-1844).
Falleció en su ciudad natal, Darmstadt.

## Importancia en la paleontología
Un incidente particularmente importante en la historia de la paleontología involucra a Kaup. En 1854 compró el mastodonte americano encontrado en 1799 en el Condado de Orange, Nueva York. Este es el mastodonte que sería inmortalizado en la pintura de Charles Willson Peale que representa la excavación de 1801 (la pintura fue realizada entre 1806 y 1808). Este animal estuvo en exposición durante varios años en el Museo de Peale y actualmente puede apreciarse en Darmstadt. El mastodonte es el primer ejemplo completo que se ha encontrado en los Estados Unidos, y es el segundo animal fosilizado que se ha exhibido en toda la historia.
Kaup también es conocido por haber descrito taxones populares como Pterosauria, Machairodus, Deinotherium, Dorcatherium, o Chalicotherium.

## Algunas publicaciones
- Skizze zur Entwickelungsgeschichte der europäischen Thierwelt. 1829
- Neuen Jahrbuch für Mineralogie, Geognosie und Petrefaktenkunde. 1832 Mitarbeit
- Die Gavial-artigen Reste aus dem Lias. 1842-1844, junto con Heinrich Georg Bronn
- Classification der Säugethiere und Vögel. 1844
- Beiträge zur näheren Kenntniss der urweltlichen Säugethiere. 1855-1862

## Abreviatura (zoología)
La abreviatura Kaup  se emplea para indicar a Johann Jakob Kaup como autoridad en la descripción y taxonomía en zoología.